# 沙塔尔·沙吾提
沙塔尔·沙吾提（维吾尔语：ساتتار ساۋۇت，拉丁维文：Sattar Sawut，1948年11月—）维吾尔族，中华人民共和国新疆维吾尔自治区政治人物，曾任新疆教育厅厅长。2017年，因涉嫌受贿被捕。后因教育厅长任内主持编写的教科书内容，被中国共产党认为是支持东突厥斯坦独立运动的“两面人”。

## 履历
1948年11月生于新疆托克逊县。1965年8月考入新疆工学院。毕业参加中国人民解放军。1972年4月起在新疆地震局工作，历任副处长、处长。1984年调任新疆维吾尔自治区科干局副局长，1990年10月任新疆维吾尔自治区人事厅副厅长，后任厅长。
2000年7月20日，新疆维吾尔自治区人大常委会第十七次会议通过，任命沙塔尔·沙吾提为新疆维吾尔自治区教育厅厅长。2008年，免去沙塔尔·沙吾提的中共新疆维吾尔自治区教育工委副书记、委员、中共新疆维吾尔自治区教育厅党组副书记、成员、厅长职务。
2006年1月21日，新疆维吾尔自治区政协九届四次会议第四次全体会议补选沙塔尔·沙吾提为新疆维吾尔自治区第九届政协常务委员。 
2010年，中共新疆维吾尔自治区党委决定，沙塔尔·沙吾提不再担任新疆维吾尔自治区科协第七届兼职副主席。
2021年4月6日以分裂國家罪、受贿罪，數罪并罚，被判死刑，緩期2年執行，剝奪政治權利終身，並處沒收個人全部財產。

## 落马
2017年5月，据最高人民检察院官网消息，新疆维吾尔自治区人民检察院决定，对新疆维吾尔自治区教育厅原党组副书记、厅长沙塔尔·沙吾提以「涉嫌受贿罪」立案侦查并采取强制措施。2017年年中，中共新疆自治区党委下发《关于沙塔尔·沙吾提、阿力木江·买买提明、阿不都热扎克·沙依木违纪违法案件调查处理情况及其教训的通报》，并在新疆地方政府和各大部门、院校开展「发声亮剑宣誓大会」，指控沙塔尔·沙吾提等人「怀着煽动民族仇恨、煽动祖国分裂的罪恶目的，借国家教材改革之机，精心策划组织了一个封闭运行的教材编审体系，公然在教材中植入『双泛主义』和『民族分裂』思想，他们组织编写的『问题教材』在全疆使用长达12年之久，致使一大批维吾尔族青年深受毒害。」官方下发通知，要求新疆各中小学，停止选用已存在六七年的维吾尔语、哈萨克族语编写的辅助教材，主要涉及《语文》、《历史》、《道德与法治》等课目。
据香港《明报》引述的不具名知情人的表述称，停止使用上述教材是因为其存在严重的“政治问题”，在沙塔尔·沙吾提落马后才被发现。沙塔尔·沙吾提自2000年7月获任命为新疆教育厅厅长，在任期间，其利用汉族官员不掌握维吾尔语的优势，在2000年及2009年其主导编写新疆版维吾尔语等少数民族《语文》教材及教辅材料时，“宣扬不利于国家统一及民族团结的「泛突厥主义」思想及存在「去中国化」的排汉论述”。
据官方制作的警示教育片《教科书里的阴谋》描述：“根据国家规定，少数民族教材中中国主流文化占百分之六十，新疆地方内容占百分之三十 ，外国文学占百分之十。在沙塔尔·沙吾提的一再授意下，阿力木江·买买提明，阿不都热扎克·沙依木等人擅自改变了教材比例。其中，新疆地方内容被扩大到百分之六十，中华主流文化仅占百分之二十， 外国文学占百分之二十。而他们则打着民族文化的旗号，在这百分之六十的内容中大做文章。从小学二年级到五年级近二十万字语文教材中，‘中国’仅出现了四次。通篇充斥着‘突厥’、‘伊斯兰’等双泛思想内容。”曾经参与教科书编撰的埃塞特·苏莱曼则表示说，他们是“希望让年轻一代了解他们的身份，他们的语言，他们的生活方式”，而采用更多维吾尔语文学，而不是像以前的教科书那样主要使用汉文作品的维吾尔语译本。对此事知情的阿不都外力·阿尤普则认为教科书内容的问题是出在国际部分，诸如马丁·路德·金的演讲《我有一个梦想》及匈牙利诗人裴多菲·山多尔的《民族之歌》等号召自由的内容。
根据自由亚洲电台维吾尔语部的报道，沙塔尔因在教科书问题而被定性为“分裂国家集团”成员，被判死缓。 沙塔尔在2021年4月2日CGTN播出的纪录片《暗流涌动》中露面接受采访。